# Ivo Antič
Ivo Antič, slovenski književnik, publicist, karikaturist, slavist, prevajalec, * 7. junij 1948, Ljubljana.

## Življenje
Ivo Antič je bil rojen leta 1948 v Ljubljani. Študiral je slavistiko v Ljubljani in Zagrebu. Bil je novinar - karikaturist - in knjižničar, sedaj je samostojni književnik.

## Delo
Piše liriko, ki je baladna in z motivi ljubezni, narave in uničevanja, piše tudi »konkretno poezijo« (Hekatomba, 1980). Je sodelavec »mednarodne konkretistične asociacije Weasteast«.
Med njegovimi deli so pesmi, proza, prevodi. Njegovi članki so objavljeni v Obali, Dialogih, Primorskih srečanjih, Mladini, Dnevniku, Občasniku, Obrazih, Ekranu, Mostovih, Odjeku, Bagdali. S svojimi karikaturimi in stripi se pojavlja v časopisih; z njimi se je udeležil skupinskih razstav v Atenah, Beogradu, Ljubljani, Angoulemu. Napisal je tudi scenarije za animirane filme.

### Pesniške zbirke
- Trava, (1977)
- Hetakomba, (1980)
- Trizob, (1984)
- Bič pod obalo, (1987)
- Epitafi, (1987)
- Krvava trava, (1988)
- Galenhumor, (1989)
- Ščit-štit, (slov.-maked. izdaja) (1994)
- Tristih, (izbor), (2008)
- Tripot, (2008)

### Zbirke konkretne poezije
- Konkalbum, (1982)
- Schizo(s)trip, (1983)
- Abecedarium, (1984)
- Rat-art, (1986)
- Čele-kulak, (1987)
- Bang-big, (1988)

### Drugo
- Travna gora, (zbirka zenovskih dialogov), (1984)
- Mozgotrebci, (aforistična  zbirka), (1985)
- Pes Nik, (otroška pesn. zbirka), (1988)
- Lepi grami, (zbirka epigramov), (1990)
- Afrika, (zbirka aforizmov in karikatur), (1991)
- Bang-big, (1988)

## Pes Nik (Otroška pesniška zbirka)
Zbirka je sestavljena iz 7 pesmi (Pes Nik, Ptica potica, Lovec in zajec, Rešitelj Nik, Trije otroci v čolnu, Luna mlada in marmelada, Pes Nik in pasji trik).
Pes Nik: Pesem je sestavljena iz ene kitice in 28 verzov. Pesniške figure: rima je mešana, čas in kraj sta nedoločena, samogovor, vzklik, [aliteracija]], tema je bivanjska, pesem je sestavljena iz dveh delov - prvi govori o pesniku, drugi pa o psu Niku. 
Ptica potica: Sestavljena iz ene kitice ter sedemindvajsetih verzov. Pesniške figure: rima je mešana, vzklik, podvojitev, primera, tema je bivanjska.
Lovec in zajec: Sestavljena iz ene kitice in ima triintridesetih verzov. Pesniške figure: rima je mešana, vzklik, nagovor, aliteracija, okrasni pridevek, tema je bivanjska.
Rešitelj Nik: Sestavljen iz ene kitice in ima petintridesetih verzov. Pesniške figure: rima je mešana, retorično vprašanje, vzklik, aliteracija, tema je bivanjska.
Trije otroci v čolnu: Pesem je sestavljena iz dveh kitic, prva ima triindvajset verzov in druga ima dvaindvajset verzov. Pesniške figure: vzklik, dvogovor, retorično vprašanje, podvojitev, rima je mešana, aliteracija, tema je bivanjska.
Luna mlada in marmelada: Sestavljena je iz ene kitice in šestintrideset verzov. Pesniške figure: rima je mešana, vzklik, poosebitev, nagovor, okrasni pridevnik in zamolk, tema je bivanjska.
Pes Nik in pasji trik: Sestavljena iz dveh kitic, prva ima petindvajset verzov, druga kitica prav tako. Pesniške figure: vzklik, pretiravanje, retorično vprašanje, nagovor, podvojitev, onomatopoija, rima je mešana ter tema bivanjska.